# Angelus Exuro Pro Eternus
Angelus Exuro Pro Eternus – piąty album długogrający szwedzkiej grupy black metalowej Dark Funeral.

## Lista utworów
1. The End of Human Race	- 04:43
2. The Birth of the Vampiir - 04:50
3. Stigmata - 05:06
4. My Funeral - 05:30
5. Angelus Exuro pro Eternus - 05:04
6. Demons of Five - 04:48
7. Declaration of Hate - 05:24
8. In My Dreams - 06:30
9. My Latex Queen - 05:21

## Twórcy
- Micke "Lord Ahriman" Svanberg - gitara elektryczna
- Emperor Magus Caligula - śpiew
- Nils Fjellström - perkusja
- Bo "Chaq Mol" Karlsson - gitara elektryczna
- Bennie "B-Force" Fors - gitara basowa